# François Duval (Komponist)
François Duval (* 1672 oder 1673 in Paris; † 27. Januar 1728 in Versailles) war ein französischer Violinist und Komponist des Barock.

## Leben und Wirken
François Duval war der Sohn eines Pariser Tanzmeisters gleichen Namens, der als Tänzer in Lullys Opernaufführungen mitwirkte. Der Vater erschien 1695 in den Verzeichnissen der Kopfsteuer unter den Steuerpflichtigen 1. Klasse, was auf gediegene Familienverhältnisse schließen lässt.
Die früheste bekannte Komposition François Duvals ist ein 1699 im Mercure Galant veröffentlichtes Air nouveau. Spätestens ab 1704, als er erstmals ein Generalprivileg zur Veröffentlichung seiner Werke erhielt, stand Duval im Dienst Herzogs von Orléans, dem er seine Violinsonaten op. 1 widmete. Es war die erste französische Veröffentlichung von Violinsonaten im italienischen Stil, ein Jahr vor dem Erscheinen von Jean-Féry Rebels Pieces pour le violon. Duval setzte die violinspezifischen Spieltechniken ein, die durch Arcangelo Corellis Sonatensammlung op. 5 (1700) in Frankreich bekannt geworden waren. Ein weiterer Dienstherr Duvals war der Herzog von Noailles, dem er seine Triosonaten op. 2 widmete.
De Noailles ließ Duval vor König Ludwig XIV. auftreten, dem Duval seine Sonatensammlung op. 3 widmete. Fortan wirkte Duval bei den Aufführungen von François Couperins Concerts royaux, gemeinsam mit Couperin (Cembalo), Hilaire Verloge (Gambe), André Danican Philidor (Oboe) und dem Fagottisten Pierre Dubois mit.
Als Nachfolger des Verstorbenen Pierre Joubert, wurde Duval Mitglied 1714 der Vingt-quatre Violons du Roy. Er erhielt 1715 für die Dauer von 12 Jahren ein weiteres, diesmal lokales Druckprivileg. Zu seinen herausragenden Schülern zählte Johann Adam Birckenstock.

## Werke
Duvals erste Sonaten sind im Stil der italienischen Sonaten komponiert und belegen die Kenntnis der Werke von Arcangelo Corelli. Der häufige Einsatz von Doppelgriffen und das Spiel in hohen Lagen belegen die ausgezeichnete Kenntnis seines Instrumentes. Mit seinen Werken ebnete er den Weg für Komponisten der jüngeren Generation, wie Jean-Marie Leclair. Seine Sonaten sind teils als Kirchensonaten, teils in Suitenform komponiert.

## Veröffentlichungen
- Premier Livre de sonates et autres pièces pour le violon et basse (1704)
- Second Livre à trois parties, sonates pour 2 violons et la basse (1706)
- Troisième Livre de sonates pour violon et la basse (1707)
- Quatrième Livre de sonates (1708)
- Cinquième Livre de sonates à violon seul et la basse (1715)
- Amusements pour la chambre, à violon seul et la basse (1718)
- Les idées musiciènnes, sonates pour violon seul et la basse (1720)